# 宇都宮市立ゆいの杜小学校
宇都宮市立ゆいの杜小学校（うつのみやしりつ ゆいのもりしょうがっこう）は、栃木県宇都宮市ゆいの杜3丁目に2021年4月開校した公立小学校。

## 概要
周辺地域での宅地開発により宇都宮市立清原中央小学校の児童数増加、さらに芳賀・宇都宮LRT波及効果もあり今後も児童数増加が見込まれ、清原中央小学校の教室不足に加え体育館等の施設利用にも制限がかかることから、テクノポリスセンター地区に分離新設することが2016年度に決定した。
宇都宮市内での小学校の新設は、旧河内町の宇都宮市立田原西小学校以来となる。
2021年4月の開校時の児童は、清原中央小学校から移動が約530名、新入生が約160名で合せて690名。4年後の2025年度には児童数1,000人になると推計されている。授業を専門教員が担当する教科担任制のモデルに指定された。

## 沿革
- 2020年（令和2年）3月 - 宇都宮市議会にて校名を宇都宮市立ゆいの杜小学校と正式決定。
- 2021年（令和3年）
  - 2月 - 栃木県産木材や大谷石を使用した校舎完成[5]
  - 4月8日 - 開校式挙行[2]。
  - 4月12日 - 第1回入学式挙行。最初の新入生は158名。この158名を含め、全校児童690名でスタートを切った。
- 2022年（令和4年）3月17日 - 第1回卒業式挙行。

## 校歌
作詞：荒井宗明（元栃木県文芸家協会会長、栃木県川柳協会顧問・元会長）
作曲：水越久夫（元宇都宮市教育委員会教育長、栃木県交響楽団理事長）
開校時の校歌音源は、宇都宮市立清原中学校吹奏楽部生徒の歌唱を録音した。

## 通学区域
児童の通学距離・安全性、地域活動等への影響および地域及び保護者からの意見などを総合的に勘案し決定された
- 宇都宮市
  - ゆいの杜1丁目、ゆいの杜2丁目の一部、ゆいの杜3 - 8丁目、刈沼町（飛地の一部を除く）、野高谷町の一部、満美穴町の一部（飛地）

## 交通アクセス
- JRバス関東「51･52系統 清原台団地・ゆいの杜循環線」（宇都宮市受託路線）で、「ゆいの杜小学校前」バス停下車[8]。
- 宇都宮ライトレール宇都宮芳賀ライトレール線
  - ゆいの杜中央停留場から、徒歩約475m（トップページにある校門までの距離）。
  - 清原地区市民センター前停留場で、上述のJRバス関東「51･52系統 清原台団地・ゆいの杜循環線」に乗り換えて、「ゆいの杜小学校前」停留所下車。
    - 上記2路線は、2023年8月27日から運行開始。
- JR東日本東北新幹線・東北本線宇都宮駅から、
  - 東口より、上述の宇都宮ライトレールに乗車し、
    - 「ゆいの杜中央停留場」下車後、徒歩。
    - 「清原地区市民センター前停留場」下車後、上述のJRバス関東「51･52系統 清原台団地・ゆいの杜循環線」に乗り換えて、「ゆいの杜小学校前」停留所下車。

  - 西口より、JRバス関東「11系統 作新学院前～JR宇都宮駅～芳賀～茂木駅」線で、「ゆいの杜たいらや前」バス停下車後、徒歩約650m[9]（トップページにある校門までの距離）。